# Ксенія Чорногорська
Ксенія Петрович-Негош, принцеса Чорногорська (22 квітня 1881, Цетинє — 10 березня 1960, Париж) — чорногорська принцеса, дочка короля Ніколи I,   сестра італійської королеви Олени та великих княгинь Міліци і Анастасії.
Належала до династії Петрович-Негош і королівської родини Чорногорії.

## Раннє життя
Принцеса Ксенія народилася 22 квітня 1881 в столиці чорногорського князівства місті Цетинє в королівському палаці. Її батьком був чорногорський князь (з 1910 король) Нікола I Петрович з династії Петровичей-Негошей, матір'ю — Мілена Петрівна Вукотіч, дочка місцевого воєводи. Ксенія була 10 дитиною в сім'ї і 8 дочкою. Також у неї були молодша сестра Віра і брат Петро.
Нікола Негош займав пост правителя майже шістдесят років і став відомим політичним діячем Європи. Він був монархом в маленькому, віддаленому князівстві. Центром князівства було місто Цетинє. Популярність і вплив чорногорському князю принесли шлюби його дітей. Їх у нього і Мілени народилося дванадцять. Для деяких батько знайшов такі шлюбні партії, про які деякі могли лише мріяти. Наслідний принц Данило в 1899 році одружився з принцесою Юттою Мекленбург-Стрелицькою, що прийняла в православ'ї ім'я Мілени. Старша дочка Зорка з 1883 року перебувала у шлюбі з сербським принцом Петром I Карагеоргієвичів, з 1903 року — королем Сербії. Дочка Олена в 1896 році вийшла заміж за наслідного принца Італії, який став в 1900 році королем під іменем Віктор Емануїл III. Інші дочки, Міліца і Анастасія, вийшли заміж за онуків імператора Миколи I і стали членами імператорського дому Романових.
На відміну від своїх сестер і братів, які навчалися в Смольному інституті, Ксенія разом з молодшою сестрою Вірою здобувала освіту вдома. Батько сестер бажав, щоб і молодші дочки пошлюбили представників Російського імператорського дому, зокрема одного з синів великого князя Костянтина Костянтиновича або Олександра Михайловича, як це було з Міліцею і Анастасією.

## Можливі кандидатури на шлюб
У 1898 році Нікола I намагався видати Ксенію в шлюб з сербським принцом Олександром. Однак, коли він приїхав в Цетинє просити руки Ксенії, то та, побачивши його, відчула таку огиду і жах від його зовнішності і манер, що, незважаючи на прохання батька, відмовилася одружуватись з ним. Після цього інциденту дипломатичні відносини між Чорногорією і Сербією були зіпсовані.
В 1898 році принцеса Ксенія здійснила дипломатичну поїздку до Італії зі своєю матір'ю княгинею Міленою, сестрою Вірою і старшим братом принцом Данилом Олександром, щоб відвідати свою старшу сестру Олену, яка нещодавно стала дружиною італійського принца Віктора Емануїла III. 
На весіллі свого брата принца Чорногорії Данила і герцогині Ютти Мекленбург-Стреліц принцеса познайомилася з принцом Миколою Грецьким, який представляв свого батька короля Георга I. У 1899 році було оголошено про їх заручини, але несподівано з незрозумілих причин вони були розірвані. Пізніше він одружився з великою княжною Оленою Володимирівною. 
У 1902 році поповзли чутки про можливий шлюб Ксенії і Великого герцога Гессенського Ернста Людвіга, брата імператриці Олександри Федорівни, який нещодавно розлучився зі своєю першою дружиною принцесою Вікторією Саксен-Кобургською. Це були лише чутки, які пустили з тієї причини, що Ксенія відвідувала свою сестру Анну, яка перебувала в Дармштадті, де проживав Ернст. Далі пішла чутка про шлюб Ксенії і великого князя Кирила Володимировича, який хотів одружитися з Вікторією Саксен-Кобургською, але отримав відмову через близьку спорідненість. Шлюб не відбувся, а Кирило, виїхавши за кордон, уклав таємний шлюб з Вікторією, якій тільки через кілька років визнали в Росії.
Ще одною чуткою був шлюб принцеси зі спадкоємцем Російської імперії великим князем Михайлом Олександровичем.  У наступні роки багато хто стверджуватиме, що принцеса була заручена з низкою іноземних принців, таких як Віктор Емануїл, граф Туринський, принц Луїджі Амедео, герцог Абруццо, Фердинанд I, князь Болгарії, а також овдовілий чоловік її сестри король Сербії Петро I.
Незважаючи на численні чутки, Ксенія так і залишилася неодруженою.

## Подальше життя
У 1910 році її батько був коронований як король Чорногорії. У 1917 році, відповідно до Корфської декларації , було оголошено про злиття Чорногорії з Сербією.  26 листопада 1918 Чорногорія офіційно увійшла до складу Королівства Сербів, Хорватів і Словенців. (Разом з тим, цей державно-правовий акт був одностороннім і означав повалення чорногорської монархії). Внаслідок цього принцеса зі своєю сім'єю вирушила у вигнання: спочатку в Італію, а потім у Францію. Під час війни принцеса Ксенія разом із сестрою Вірою активно допомагала чорногорським воїнам, організовувала медичні табори.
Нікола разом з родиною був змушений виїхати до Франції, але продовжував претендувати на трон до своєї смерті в Антібі три роки потому. Ксенія залишилася проживати в Парижі, де і померла 10 березня 1960 року. Похована принцеса була в Сан-Ремо, а її останки були перевезені в 2000 році до Чорногорії, де і зараз зберігаються в королівській гробниці в Цетинє.
Після її смерті колекція її особистих фотографій була виставлена в 2010 році на словенській виставці Galerija Fotografija. Зміст виставки: 
|  | Матеріально скромна спадщина принцеси Ксенії дає нам майже інтимне розуміння приватного життя чорногорської княжни, яка була відома своїм розумом і талантом, але насамперед вона відома, як алмазний патріот своєї батьківщини. Її глибока любов до чорногорської нації виражається через образи повсякденного життя, які вона зробила в мирний час, перш ніж залишила країну. Фотографії принцеси Ксенії— образи, які були під глибоким враженням її пам'яті, вона плекала їх з любов'ю протягом десятиліть вигнання, звертаючись до них у хвилини відчаю і ностальгії. Це була Чорногорія в очах її принцеси. Це Чорногорія її молодості, її надії, переконання, її приховані думки і нереалізовані плани. |